# Kärcher (Unternehmen)

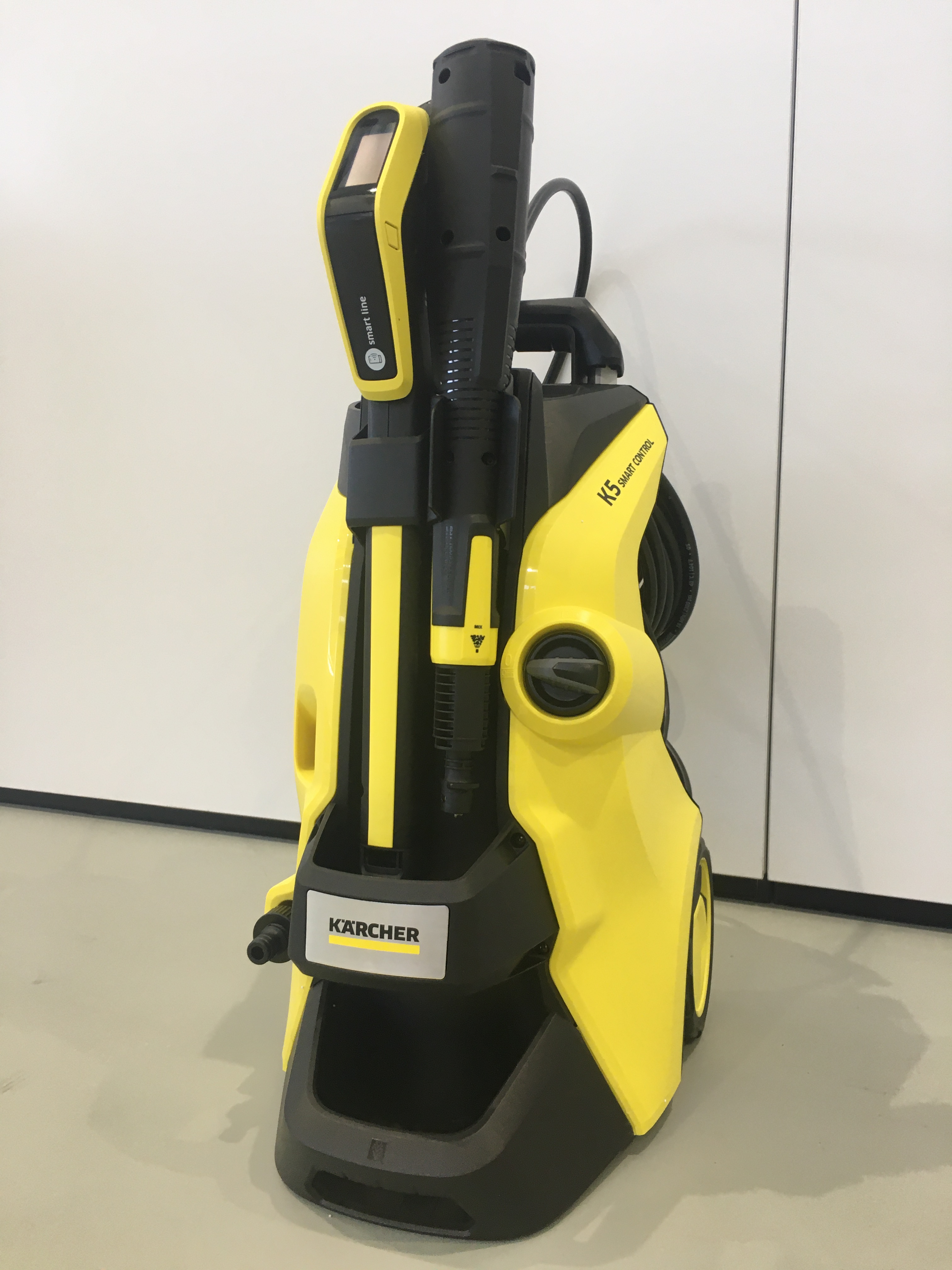
Kärcher-Hochdruckreiniger

Die Alfred Kärcher SE & Co. KG ist die Konzernobergesellschaft eines Herstellers von Reinigungsgeräten und -systemen mit Hauptsitz in Winnenden.
Kärcher gilt in diesem Segment als Weltmarktführer.
Der Konzern ist mit 170 Gesellschaften in 85 Ländern präsent.

## Anteilseigner
(Stand: Dezember 2024)
- SKB GmbH (vormals: Susanne Kärcher Beteiligungsgesellschaft mbH), Winnenden - 50 %
- Johannes Kärcher Beteiligungsgesellschaft mbH, Winnenden - 50 %

## Geschichte

### Anfänge in Stuttgart und Kriegszeit
Alfred Kärcher (1901–1959) stieg 1924 nach seinem Diplom-Abschluss an der Technischen Hochschule Stuttgart in das Geschäft seines Vaters ein, der im heutigen Stuttgarter Stadtbezirk Bad Cannstatt Großkoch- und Wäschereianlagen vertrieb. In der folgenden Zeit begann Alfred Kärcher, Gerätschaften wie elektrische Tauchheizkörper und Tiegelöfen für den industriellen Einsatz zu entwickeln, was eine Grundlage für die eigene Firmengründung wurde. 1935 gründete er in Bad Cannstatt die Alfred Kärcher Kommanditgesellschaft, sein Vater Emil war bis zu seinem Tode Partner.
Zu den ersten wirtschaftlichen Erfolgen zählte ein Salzbadofen zum energiesparenden Härten und Veredeln von Leichtmetallen. Das Patent hierfür verkaufte Kärcher, dessen Unternehmen zu diesem Zeitpunkt nur geringe eigene Produktionskapazitäten hatte, an die Siebert GmbH in Frankfurt am Main. Die Anlage verkaufte sich bis 1945 über 1.200-mal, vor allem in der Luftfahrtindustrie.
Aus Platzgründen erfolgte 1939 der Umzug mit 120 Mitarbeitern nach Winnenden, wo das Unternehmen seitdem seinen Hauptsitz hat.
Mit dem Beginn des Zweiten Weltkrieges war das Unternehmen in die Rüstungswirtschaft eingebunden und produzierte für die Luftwaffe unter anderem Kabinenheizgeräte sowie Apparate zur Enteisung von Tragflächen und Leitwerken. Bereits ab 1934 hatte Alfred Kärcher im Auftrag der Lufthansa benzinbetriebene Heißluftbläser entwickelt, mit denen Flugzeugmotoren im Winter vorgewärmt wurden, um das Anlassen zu erleichtern. Im Zweiten Weltkrieg wurden diese mobilen Heizgeräte auch zum Vorwärmen von Motoren bei der Wehrmacht verwendet. In der Produktion wurden Kriegsgefangene eingesetzt. Bei Kärcher befanden sich ein Russenlager, Polenlager, Franzosenlager und das Lager Ruitzenmühle.
In der unmittelbaren Nachkriegszeit baute Kärcher vor allem Produkte wie Ofenkocher, Kleinherde, Handkarren und Anhänger für die Bevölkerung. Später wurden auch beheizbare Betonverschalungen und Frischluftheizgeräte hergestellt, die für Wiederaufbauarbeiten in den durch den Krieg zerstörten Städten gedacht waren. 1948 erhielt die Firma den Auftrag, die Dampfreiniger der amerikanischen Armee in Stand zu setzen.

### 1950–1989: Reinigungstechnik und Internationalisierung
1950 wurde mit der Entwicklung des ersten europäischen Heißwasser-Hochdruckreinigers die Sparte Reinigungstechnik gegründet. Von Mitte der 1950er Jahre bis in die 1970er Jahre war die Herstellung von Dampferzeugern für Industrie und Bauwirtschaft ein Schwerpunkt des Unternehmens; die Reinigungstechnik entwickelte sich hierbei erst später zum Hauptumsatzgebiet von Kärcher.
Am 17. September 1959 starb Alfred Kärcher im Alter von 58 Jahren an einem Herzinfarkt. Er hinterließ seine Frau Irene Kärcher (1920–1989) und die zwei gemeinsamen Kinder Johannes und Susanne. Irene Kärcher übernahm fortan die Verantwortung für das mittelständische Unternehmen. Der Umsatz stieg unter ihrer Führung im ersten Jahr um 70 %. 1962 wurde die erste Vertriebsgesellschaft außerhalb Deutschlands in einem kleinen Vorort von Paris gegründet, danach folgten weitere Vertriebsgesellschaften in Österreich und Schweiz.
In den 1960er- und 1970er-Jahren kam es zur internationalen Expansion des Unternehmens. Das Kärcher-Sortiment umfasste in dieser Zeit auch Bauschalungen, Spielzeug oder Doppelrumpfboote, ehe sich das Unternehmen ab 1974 vor allem auf Hochdruckreiniger spezialisierte. 1974 wechselte die Firmenfarbe von Blau nach Gelb und der Schwerpunkt wurde komplett auf Hochdruckreiniger gelegt, die nun in Gelb gefertigt wurden. 1975 wurde in Brasilien die erste Produktionsstätte des Unternehmens außerhalb von Deutschland eröffnet. Seit Ende der 1970er Jahre betreibt Kärcher weltweit Reinigungsprojekte an Kunstwerken und denkmalgeschützten Gebäuden 1984 erschien der erste Hochdruckreiniger für den privaten Gebrauch im Einzelhandel.
1989 starb Irene Kärcher nach drei Jahrzehnten in der Führung des Unternehmens, danach übernahm eine angestellte Geschäftsleitung die Leitung des Unternehmens. Kinder und Enkelkinder von Alfred und Irene Kärcher sind in dem Unternehmen weiterhin involviert, unter anderem im Aufsichtsrat.

### Ab den 1990er-Jahren: Neue Geschäftsfelder, Übernahme anderer Unternehmen
In den 1990er-Jahren stieg Kärcher verstärkt in die Geschäftsfelder der gewerblichen Bodenreinigung und der Kommunaltechnik ein. Im Bereich der privaten Reinigung brachte das Unternehmen verschiedene Geräte wie Staubsauger oder Dampfreiniger auf den Markt. 2003 brachte Kärcher seinen ersten vollautonomen Reinigungsroboter für Konsumenten auf den Markt, wonach sich das Unternehmen verstärkt dem Bereich Robotik zuwandte. 2005 wurde die Tochterfirma Kärcher Futuretech GmbH in Schwaikheim gegründet, die den militärischen Markt sowie den Bereich des Zivil- und Katastrophenschutzes abdeckt. Mitte der 2000er-Jahre stieg Kärcher verstärkt in den Gartenbereich und die Produktion von Gartenpumpen ein.
Laut DWDS wird das vom Unternehmensnamen abgeleitete Verb „kärchern“ als Begriff für das Arbeiten mit Hochdruckreinigern seit der Jahrtausendwende im deutschsprachigen Raum verstärkt verwendet. In Frankreich wurde das Wort „karcher“ 2006 in den Le Petit Robert aufgenommen, nachdem der damalige französische Innenminister Nicolas Sarkozy 2005 in einer umstrittenen Äußerung gesagt hatte, er wolle die Pariser Banlieues „kärchern“. Seit 2018 steht „kärchern“ als Begriff im Duden, auch im Österreichischen Wörterbuch wird er aufgeführt.
Ende 2011 kaufte das Unternehmen das Gelände der ehemaligen Ziegelei Pfleiderer in Winnenden, wodurch sich die Betriebsfläche fast verdoppelte. Im September 2012 wurde die ehemalige Ziegelei abgebrochen und die Bauarbeiten für eine Erweiterung von Kärcher begonnen. Auf dem Gelände wurde im September 2014 ein neues Bürogebäude für 700 Mitarbeiter und ein Veranstaltungsgebäude für bis zu 800 Personen eröffnet. Seit 2016 ist ein neues Kundenzentrum in Winnenden in Betrieb. Der Komplex ist mit einer Brücke über dazwischenliegende Zuggleise mit dem seitherigen Standort verbunden.
Seit den 2000er-Jahren ist Kärcher in verschiedene Unternehmen eingestiegen. Anfang 2011 übernahm Kärcher den schwedischen Kommunaltechnikanbieter Belos. 2017 gründete Kärcher mit der Zoi TechCon GmbH eine eigene IT-Beratung. Ende September 2019 gab Kärcher bekannt, sämtliche Geschäftsanteile der Max Holder GmbH, Reutlingen, einem Hersteller von Kommunalfahrzeugen und Weinbergtraktoren, übernommen zu haben. Seit Januar 2021 firmiert die Max Holder GmbH unter der eigens gegründeten Kärcher Municipal GmbH.
2013 wurde erstmals in der Geschichte des Unternehmens mehr als zwei Milliarden Euro Umsatz erzielt, im Geschäftsjahr 2021 wurden die Drei-Milliarden-Marke beim Umsatz überschritten. In den 2010er-Jahren wurden verstärkt akkubetriebene Produkte für den Haus-und-Gartenbereich eingeführt. 2022 wurde erstmals eine autonom arbeitende Kehr- und Schauersaugmaschine für die professionelle Anwendung auf den Markt gebracht.

## Konzernstruktur

### Standorte

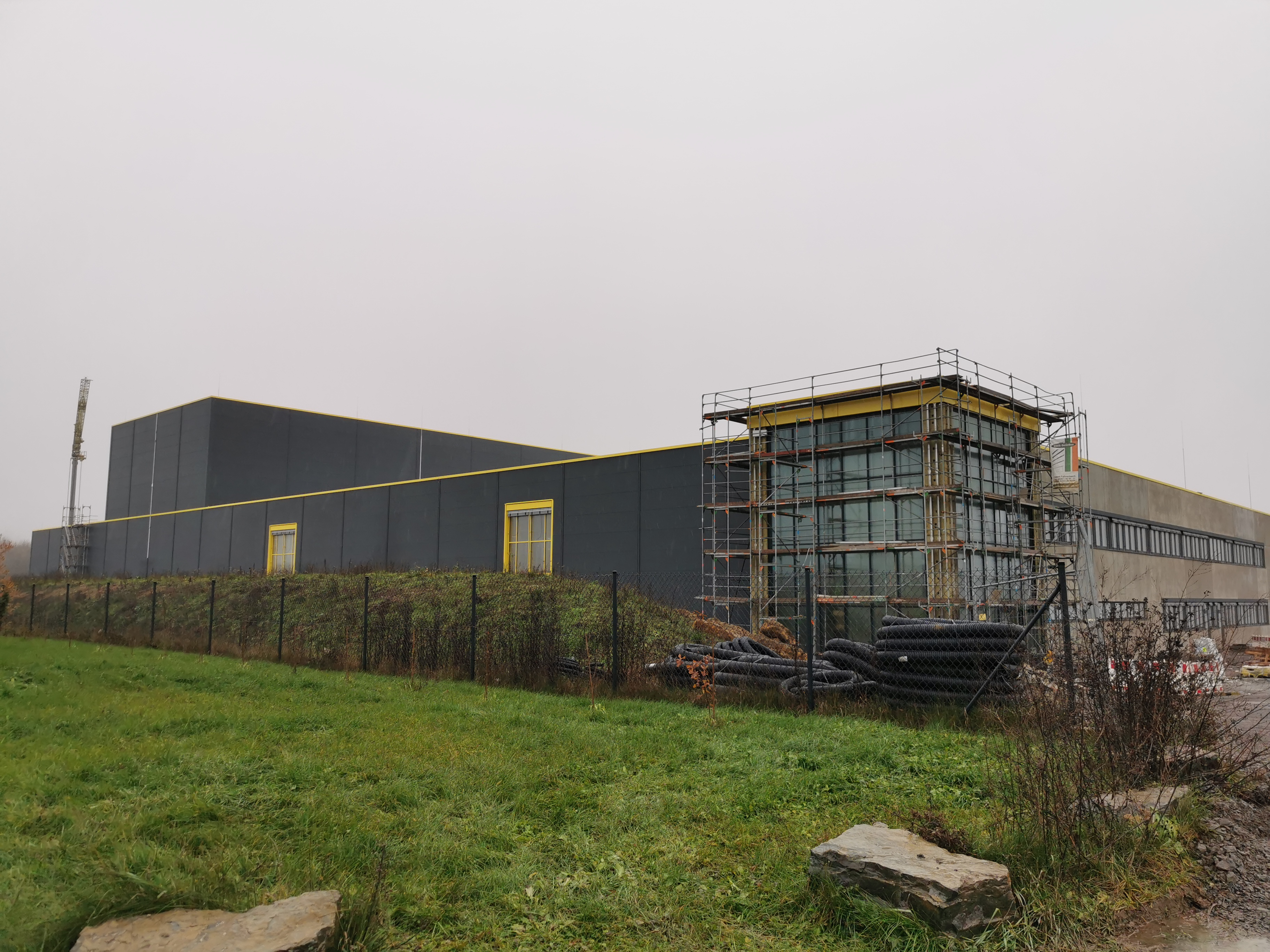
Kärcher Service Center in Ahorn während der Bauphase, 2022

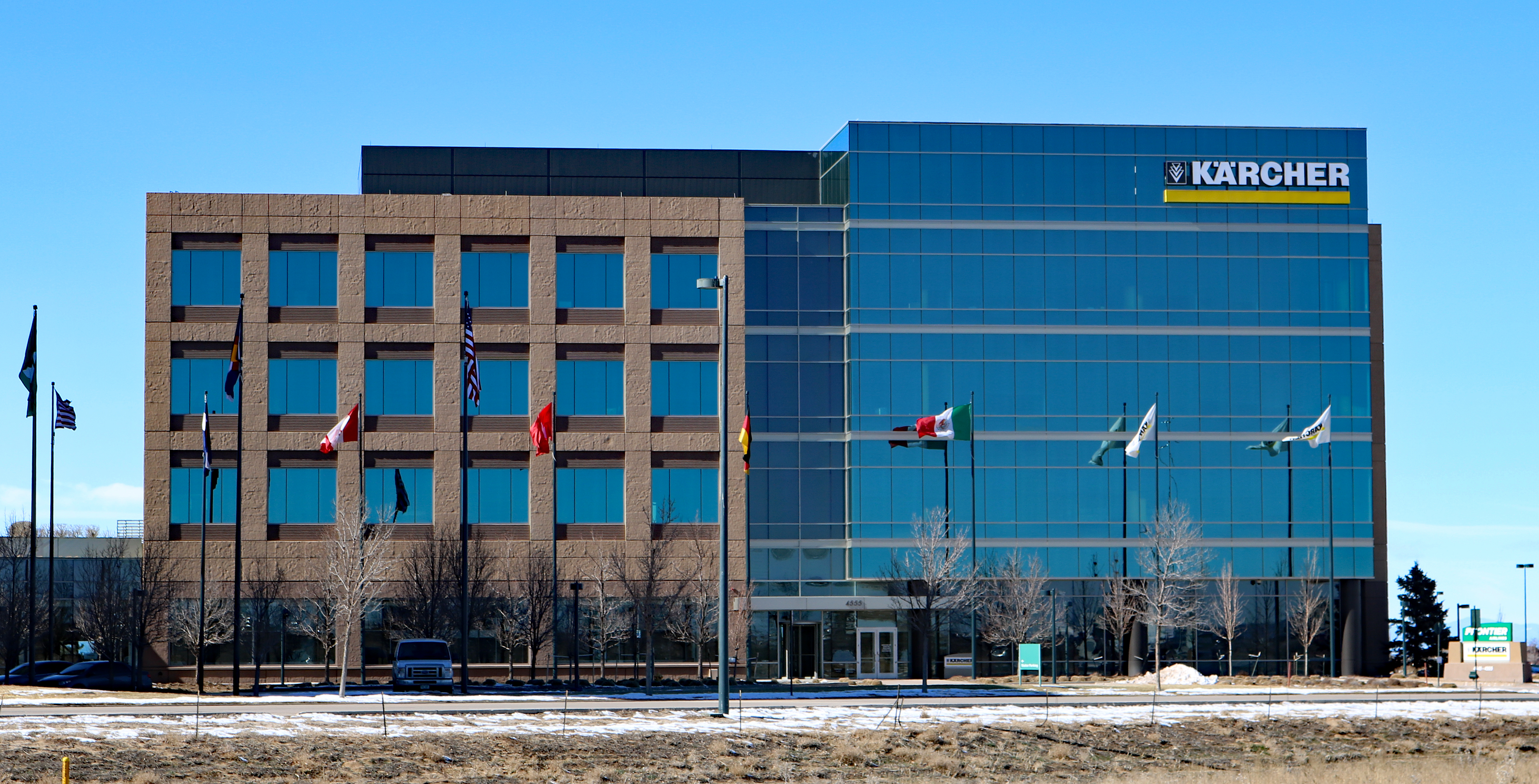
Nordamerikanische Zentrale von Kärcher in Denver

Kärcher hat seinen Hauptsitz in Winnenden im Raum Stuttgart. Auf den rund 150.000 Quadratmetern ist neben der Hauptverwaltung mit den Zentralbereichen auch die Forschung und Entwicklung aller Produktgruppen untergebracht. In Winnenden ist ebenfalls ein Museum über die Unternehmensgeschichte angesiedelt.
An dem Standort in der Gemeinde Obersontheim in Baden-Württemberg gibt es drei Einheiten:
- Das Werk Obersontheim wurde 1965 gegründet. Dort werden unter anderem professionelle Kehrmaschinen gefertigt. Außerdem befindet sich dort die Blechverarbeitung, von der aus die anderen Werke mit Metallkomponenten beliefert werden.[39][40] Auch Geräte und Anlagen der Tochterfirma Futuretech werden hier angefertigt. Daneben ist auch die Reinigungsmittelfertigung im nahegelegenen Sulzdorf dem Werk Obersontheim angegliedert. Im Werk Obersontheim werden einzelne Bauteile in der Beschichtungsanlage beschichtet.[41]
- Im Werk Bühlertal werden überwiegend Produkte für Konsumenten wie Hochdruckreiniger, Dampfreiniger und Staubsauger hergestellt.[42]
- Das Logistikzentrum bei Obersontheim versorgt die weltweiten Gesellschaften von Kärcher und deren regionale Distributionszentren, innerhalb Europas beliefert es in über 20 Ländern Kunden und Händler auch direkt mit Zubehör und Ersatzteilen. Ebenfalls werden Teile der globalen Logistik Kärchers vom Logistikzentrum Obersontheim gesteuert. Ende 2022 wurde ein größerer Anbau des Logistikzentrums für 15 Millionen Euro eingeweiht, der dem gestiegenen Auftragsvolumen des Konzerns Rechnung trägt.[43]

In dem Werk in Illingen in Württemberg werden seit 1983 vor allem Kleinserien und Einzelfertigungen vorgenommen. Zusätzlich werden dort auch Schaltschränke, Kabelbäume und Portalwaschanlagen produziert. Für Anfang 2027 ist die Schließung des Werkes geplant. In Waldstetten werden Industriesauger hergestellt.
Das Service-Center Ahorn im Main-Tauber-Kreis gibt es seit 2023, vormals war es seit 1992 in der benachbarten Gemeinde Gissigheim. Hier werden Endverbraucher-Geräte, aber auch kleinere gewerbliche Produkte aus ganz Zentraleuropa gewartet und repariert. Insgesamt werden in dem 10.000 Quadratmeter großen Werk in Ahorn rund 200.000 Gerätschaften im Jahr repariert.
Daneben unterhält Kärcher weltweit verschiedene Geschäftsstellen, so wurde 2015 die Firmenzentrale für den nordamerikanischen Raum in Denver, Colorado, eingeweiht. Weitere internationale Produktions- und Logistikstandorte sind etwa in Monterrey in Mexiko, Vinhedo in Brasilien und Changshu in China.

### Tochtergesellschaften
Stand 2023 unterhielt Kärcher 170 Tochtergesellschaften in 85 Ländern.

#### Kärcher New Venture
Über die Kärcher New Venture GmbH mit Sitz in Winnenden investiert das Unternehmen Venture Kapital in Start-up-Unternehmen, insbesondere solche, die an Innovationen in den Bereichen Produkt, Material oder Dienstleistung arbeiten und aus denen heraus Kärcher sich Potential für die Zukunft verspricht. So wurde bislang in Start-ups wie Mitte (Mineralisierung von Leitungswasser), Skyline Robotics (Automatisierte Fensterreinigung) oder Zan Compute (KI-basierte Analyseplattform für das Gebäudemanagement) investiert. Das Team der Kärcher New Venture nimmt regelmäßig an Veranstaltungen wie dem new.new Festival in Stuttgart teil.

#### Kärcher Futuretech
Die Kärcher Futuretech GmbH mit Sitz in Schwaikheim bei Stuttgart beschäftigt rund 140 Mitarbeiter (Stand 2022).
Kärcher Futuretech entwickelt und produziert Systeme im Bereich Dekontamination, Wasserversorgung, mobile Verpflegung und Feldlager für sowohl militärische als auch zivile Einsätze. Die Systeme kamen beispielsweise 2015 im Senegal und nach dem Erdbeben in Nepal zum Einsatz. Zusätzlich bietet das Unternehmen weltweit Logistikdienstleistungen und Schulungen an. Bei der Entwicklung ihrer Systeme greift Kärcher Futuretech auf die Erfahrung der Muttergesellschaft in der Brenner- und Hochdrucktechnologie zurück. Im April 2020 erhielt Kärcher Futuretech einen Zuschlag der Bundeswehr für die Lieferung von bis zu 400 modularen Feldküchen. Laut dem Vorstandsvorsitzenden war das zu diesem Zeitpunkt der größte Auftrag in der Geschichte von Kärcher.

#### Kärcher Industrial Vacuuming
Die Kärcher Industrial Vacuuming GmbH (bis Ende 2021 Ringler GmbH) mit Sitz in Waldstetten entwickelt und produziert Industrie- und Sicherheitssauger, Entstaubungsanlagen sowie stationäre Absaug- und zentrale Spanförderanlagen für unterschiedliche industrielle Bedarfe.
Der Ursprung des Unternehmens liegt in der Ringler GmbH, die 1967 von Bernhard Ringler gegründet worden war. Das Unternehmen entwickelte sich zu einem der wichtigsten Hersteller von Industriestaubsaugern in Deutschland. Als Bernhard Ringler einen Nachfolger für sein Unternehmen suchte, verkaufte er es im Jahr 2010 an die Kärcher-Gruppe. Unter Kärcher stieg die Mitarbeiterzahl von 29 auf 72 Personen bis zum 50. Firmenjubiläum 2017.
Seit Januar 2020 werden alle Produkte in der Farbe Anthrazit angeboten, ein weiterer Ausbau der Produktionsstätte in Waldstetten wurde im selben Jahr angekündigt. 2021 erfolgte die Umbenennung der Ringler GmbH in die Kärcher Industrial Vacuuming GmbH, um verstärkt auf den Markennamen Kärcher zu setzen.

#### WOMA
Die WOMA GmbH mit Sitz in Duisburg beschäftigt Stand 2024 rund 150 Mitarbeiter und ist ein Hersteller von Höchstdruck-Wasserstrahl-Produkten wie etwa Höchstdruckpumpen.
Das Duisburger Unternehmen wurde 1962 von Wolfgang Maasberg gegründet und ist seit 2011 Teil der Kärcher-Gruppe. Das Produktprogramm umfasst Hochdruckpumpen und -Aggregate mit Leistungen von bis zu 3000 Bar sowie Wasserwerkzeuge für einen geringeren Druck. Die Höchstdruck-Wasserstrahltechnologie kommt für den Abtrag von Anstrichen und Beschichtungen, die Instandsetzung von Beton, das Reinigen von Behältern und das präzise Schneiden von Metall zum Einsatz.

#### Zoi
Die Zoi TechCon GmbH wurde im Juli 2017 gegründet und beschäftigt ungefähr 200 Mitarbeiter in Stuttgart, Berlin, Lissabon, Ho-Chi-Minh-Stadt und weiteren Standorten. Zoi konzentriert sich auf die Entwicklung digitaler Anwendungen, Cloud Transformation und Daten-Projekte, sowie Elektrotechnik und Design. Ziel ist es, global agierende Mittelstandsunternehmen sowie Großkonzerne bei der Digitalisierung mit neuen Technologien zu unterstützen und bestehende Enterprise-IT und Cloud zu vereinen.

#### Interpool
Die 2003 in Berlin gegründete Interpool Personal GmbH ist eine international ausgerichtete Personalmanagementberatung. Als Anbieter diagnostischer Dienstleistungen spezialisiert sich Interpool auf die Themen Rekrutierung, Entwicklung und Auswahl von Fach- und Führungskräften wie auch Trainees weltweit. Seit dem Jahr 2017 ist die Interpool Personal GmbH Teil der Kärcher-Gruppe.

#### SoniQ Services
SoniQ Services wurde 2015 gegründet und entwickelte seit 2017 mit „[SQ] ONE“ eine eigene Cloud-Plattform für Gebäudereinigung. Die Software ermöglicht es Reinigungsunternehmen, Personal, Maschinen, Lieferungen und Kunden innerhalb eines digitalen Systems zu verwalten. Die Produkte von SoniQ werden etwa in der professionellen Gebäudereinigung verwendet. SoniQ Services ist seit 2019 Teil der Kärcher-Gruppe, agiert aber als eigenständiges Unternehmen.

#### Kärcher Municipal
Die Kärcher Municipal GmbH agiert seit 2021 als rechtlich eigenständiger Geschäftsbereich innerhalb der Kärcher-Gruppe am Standort Reutlingen mit über 200 Mitarbeitern, davor war das Unternehmen bis zum Aufkauf unter den Namen Max Holder aktiv (vormals u. a. Gebrüder Holder GmbH und Holder Maschinenbau GmbH). Das 1888 gegründete Unternehmen Holder war um die Wende des 20. Jahrhunderts als Spezialist für die Herstellung von selbsttätigen Pflanzenschutzspritzen bekannt geworden.
Die Kärcher Municipal GmbH bedient Kunden im Bereich der Kommunaltechnik, unter anderem mit Maschinen zum Reinigen von Straßen, zum Mähen oder auch zum Schneeräumen.

## Produkte

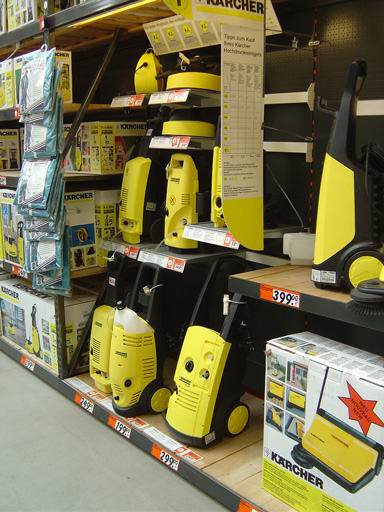
Produkte von Kärcher in einem Baumarkt

Kärcher besitzt 789 aktive Patente (Stand Ende 2024). Es werden Produkte für den privaten und den gewerblichen Gebrauch angeboten. Die sogenannten Home & Garden-Produkte für den Privatanwender haben eine gelbe Farbe, die sogenannten Professional-Produkte für das Gewerbe sind in Anthrazit gehalten. Diese farbliche Einteilung wurde 2013 zur besseren Unterscheidung zwischen privaten und gewerblichen Geräten eingeführt. Seit 2024 werden die für den Hausgebrauch vorgesehenen Indoor-Produkte von Kärcher in weißer Farbe produziert.
Bekanntheit erlangte das Unternehmen vor allem durch seine Hochdruckreiniger. Zum Produktsortiment zählen weitere Reinigungsgeräte für verschiedene Anwendungsgebiete, darunter bei der Bodenreinigung etwa Hartbodenreiniger, Dampfsauger, Dampfreiniger, Nass- und Trockensauger (WD für Heimgebrauch), Staubsauger/Trockensauger, Scheuersaugmaschinen und Kehrmaschinen. Die Produktreihe Kira bietet Scheuersaugroboter in verschiedenen Größen an. Auch stellt Kärcher Akku-Fensterreiniger sowie Akku-Autoeiskratzer her. Des Weiteren bietet Kärcher Garten- und Tauchdruckpumpen, Bewässerungssysteme, Wasserreinigungsanlagen und Waschanlagen an. Zusätzlich zu den Reinigungsgeräten werden Reinigungs- und Pflegemittel und Zubehör angeboten.

## Engagement

### Kultursponsoring
Seit 1980 hat das Unternehmen weltweit über 190 Kultursponsoring-Projekte betrieben, die insbesondere die Reinigung von bekannten historischen Bauten, Denkmälern und Geländen betreffen. Die Arbeit geschieht in Zusammenarbeit mit Restauratoren und Denkmalpflegern, gegebenenfalls folgen den Reinigungsarbeiten von Kärcher Restaurierungsmaßnahmen. Kärcher bietet diese Arbeiten kostenfrei an, laut NZZ könne Kärcher aber mit den Arbeiten an berühmten Orten zugleich Werbung machen und ihre Geräte präsentieren. Stand 2019 unternahm Kärcher etwa zehn bis 15 Reinigungsprojekte im kulturellen Bereich pro Jahr, wobei jeweils bis zu 15 Mitarbeiter in die Reinigung involviert sind.
Eines der ersten Reinigungsprojekte war 1980 die Christusstatue in Rio de Janeiro, die anschließend nochmals 1990, 2000, 2010 und 2024 von Kärcher gereinigt wurde. Weiterhin unterstützte Kärcher Reinigungsarbeiten an der Space Needle in Seattle, den Präsidentenköpfen am Mount Rushmore National Memorial, den Memnonkolossen in Luxor und den Kolonnaden am Petersplatz in Rom. Das während der deutschen Teilung ergraute Brandenburger Tor in Berlin wurde 1990 nach dem Mauerfall erstmals von Kärcher gereinigt. 2011 wurde die Freilichtbühne Loreley gereinigt. 2016 kamen das Hermannsdenkmal in Detmold und die Brunnen am Stuttgarter Schloßplatz hinzu. 2018 wurden die Wände des Chors im Ulmer Münster, der Kirche mit dem weltweit höchsten Kirchturm, mit akkubetriebenen Rückensaugern gereinigt.
2020 wurden parallel der Südturm des Berliner Doms und das weltgrößte Bismarck-Denkmal in Hamburg gereinigt. Ebenso 20220 führte Kärcher an der Hufeisentreppe von Schloss Fontainebleau in Paris Reinigungsarbeiten durch. Zu den Projekten in den 2020er-Jahren gehören die Reinigung des Kölner Doms, des über 3.300 Jahre alten Obelisk von Luxor auf der Place de la Concorde in Paris, die der Treppen vor der Grabkapelle auf dem Württemberg in Stuttgart und der Zitadelle von Besançon in Besançon.

### Sportsponsoring
Von 1994 bis 1997 war Kärcher Trikotsponsor des FC Schalke 04. Bereits seit 2005 besteht mit dem Fußball-Erstligisten VfB Stuttgart eine Sponsoring-Partnerschaft, die insbesondere im Bereich der Jugendmannschaften ausgeprägt ist. Mit dem SC Freiburg arbeitete Kärcher von 2013 bis 2018 zusammen. Auch bei dem zeitweiligen Drittligisten SG Sonnenhof Großaspach ist Kärcher ein Sponsor. International war Kärcher zeitweise ein Sponsor der AFC Champions League und des AFC Cups.
2012 wurde Kärcher zum Hauptsponsor des Handball-Bundesligisten TVB Stuttgart und verlängerte 2020 den Vertrag bis 2031. 2017 wurde Kärcher Sponsor der Bundesliga-Volleyballerinnen von Allianz MTV Stuttgart. Mit den MHP Riesen Ludwigsburg arbeitete Kärcher von der Saison 2017/2018 bis 2019 zusammen.
Der Reinigungsgerätehersteller ist seit den 2010er-Jahren regelmäßiger Partner des Stuttgart-Laufs, unter anderem 2017 und 2018 als Namensgeber des Halbmarathons.
Kärcher ist Partner der Rallye Dakar und stellt Utensilien für die Säuberung der Autos bereit, seit 2012 begleitet das Unternehmen die ADAC GT Masters als Sponsor. In der Formel 3 unterstützte der Reinigungsgerätehersteller seit 2016 den Fahrer David Beckmann. Mit der FIA World Rallycross Championship ging Kärcher 2017 eine Partnerschaft ein, die bis 2019 lief.

### Nachhaltigkeit
2012 gründete Kärcher gemeinsam mit dem Global Nature Fund die Initiative „Sauberes Wasser für die Welt“. Die Zusammenarbeit ermöglicht den Bau von Pflanzenkläranlagen in Entwicklungs- und Schwellenländern. Die Kläranlagen verhindern, dass Abwasser ungefiltert ins Grundwasser gelangt. In Kolumbien in der Region Boyacá wird eine solche Anlage seit 2013 erfolgreich für die 4.000-Einwohner-Stadt San Miguel de Sema eingesetzt. Die Initiative wurde zusätzlich durch den Verkauf von Kärcher Hochdruckreinigern der eco!ogic-Reihe finanziert. Insgesamt wurden Stand 2021 17 Grünfilter- und 14 Trinkwasseranlagen von Kärcher errichtet. Seit 2019 besteht eine Kooperation mit dem Verein One Earth One Ocean, der sich weltweit gegen die Vermüllung von Stränden einsetzt. Kärcher finanziert dabei beispielsweise ein Reinigungsteam am Mekong in Kambodscha. Auf ihrem Firmengelände hat Kärcher ein zweieinhalb Hektar großes Biotop angelegt.
Bei Naturkatastrophen engagiert sich Kärcher sowohl national als auch international. Das Unternehmen unterstützt bei den Reinigungsarbeiten, spendet entsprechende Geräte oder auch Wasseraufbereitungsanlagen für sauberes Trinkwasser in Krisengebieten. So spendete Kärcher bei der Flutkatastrophe 2021 Hochdruckreiniger, Schmutzwasserpumpen, Stromerzeuger sowie Nass- und Trockensauger an den Katastrophenschutz und das Deutsche Rote Kreuz.
Im Hinblick auf Nachhaltigkeit hat Kärcher das Ziel formuliert, bis 2025 den Anteil an Kunststoffrecyclat in ausgewählten Kärcher-Produkten auf bis zu 50 Prozent erhöhen, und die Verpackungen umweltfreundlicher zu gestalten. Kärcher ist zudem Mitglied des Klimabündnisses Baden-Württemberg. 2020 trat Kärcher der Allianz für Entwicklung und Klima bei, um zertifizierte CO₂-Kompensationsprojekte in Nicht-Industrieländern zu unterstützen sowie Recyclingmaterialien zu verwenden und Verpackungsmüll zu verringern. Verglichen mit 2020 reduzierte Kärcher bis 2024 den Kohlenstoffdioxid-Ausstoß seiner Produktions- und Logistikstandorte um 42 Prozent.

### Gesellschaftliches und Soziales Engagement
Kärcher ist Partner der Organisation SOS-Kinderdörfer. Seit 2011 unterstützt das Unternehmen den SOS-Kinderdorf e. V. sowohl mit Gerätschaften als auch finanziell.

## Lobbyismus
Die Alfred Kärcher SE & Co. KG ist im Kuratorium der Lobbyorganisation Stiftung Familienunternehmen und Politik vertreten, die sich u. a. gegen die Besteuerung von Erbschaften und Vermögen einsetzt.

## Auszeichnungen
Kärcher erhielt 1997 und 2018 den Deutschen Marketing-Preis.
In der Geschichte der IF Industrie Forum Design Awards wurde Kärcher insgesamt über 90 Mal ausgezeichnet, beispielsweise 2023 in zwei Kategorien.
In den 2020er-Jahren erhielt Kärcher zudem unter anderem folgende Preise:
- 2020, 2021, 2022, 2023: Axia Best Managed Companies Award[150]
- 2021: Deutscher Nachhaltigkeitspreis[151]
- 2021: Red Dot Design Award in drei Kategorien[152]
- 2022: Umweltpreis des Landes Baden-Württemberg in der Kategorie „Engagement für Klimaschutz“[153]
- 2022: Deutscher Nachhaltigkeitspreis in der Kategorie „Transformationsfeld Ressourcen“[154]
- 2023: Red Dot Design Award in zwei Kategorien[149]

## Filme über Kärcher
- Die Saubermacher – Kärcher in Winnenden. Dokumentarfilm, Deutschland, 2015, 29:39 Min., Buch und Regie: Cornelia Andelfinger, Produktion: SWR, Reihe: made in Südwest, Erstsendung: 30. September 2015 bei SWR[155]
- Wie Kärcher Hochdruckreiniger beliebt machte. Deutschland, 2017, 11:55 Min., Produktion: Galileo / Pro7, Reihe: Galileo, Erstsendung: 6. Oktober 2017 auf ProSieben[156]
- Deutschlands erfolgreiche Unternehmer: Hartmut Jenner. Deutschland, 2018, 4:32 Min., Produktion: LBBW (Landesbank Baden-Württemberg), publiziert online im Rahmen einer Artikelreihe der LBBW[157]
- Street-Gang. Kurzfilm und Preisträger der „Großen Klappe“ 2020, Deutschland, 2020, 00:54 Min., Skript/Idee: Lea Baustian und Lennard Liegmann[158]